# Beggars Banquet
Beggars Banquet este al șaptelea album al trupei britanice de rock'n'roll Rolling Stones. A fost lansat în decembrie 1969 de către Decca Records în Marea Britanie și de London Records în SUA. Albumul a marcat o reîntoarcere la stilul rock a trupei care a experimentat îmainte pop-ul psihedelic Their Satanic Majesties Request. A fost ultimul album marca Rolling Stones la care a contribuit și Brian Jones, de asemenea, el a scris unele piese ale următorului album  Let It Bleed, care s-a lansat după moartea acestuia.

## Istoric
Glyn Johns, inginerul de înregistrare al albumului și multă vreme colaborator al trupei, afirmă că Beggars Banquet a însemnat apogeul carierei Rolling Stones. ,,Cred că materialul a fost mult mai bun decât orice s-a realizat înainte. Întreaga forță de sugestie a cântecelor a avut un impact artistic asupra mea.,, Producătorul Jimmy Miller îl descrie pe chitaristul Keith Richards drept ,,o adevărată mașinărie de cântece,, în timpul înregistrării albumului, în lipsa prezenței lui Brian Jones. La sfârșitul sesiunilor s-a Jones se comporta incoerent din cauza consumului de droguri și a problemelor emoționale. Miller a spus că Jones ,,se arăta ocazional, când voia să cânte alături de ceilalți și nu mă puteam baza pe el,,:
Când apărea la o sesiune - să spunem că tocmai ar fi cumpărat un sitar în acea zi, se simțea în stare să cânte, așa că s-ar fi uitat în calendarul lui să vadă când încep Rolling Stones să cânte. Acum poate că a ratat ultimele patru sesiuni. Să zicem că ar fi compus un nou blues.A intrat cu un sitar, care era total irelevant pentru ceea ce făceam și vreau să-l joc. Încercam să-l accept. l-aș fi putut izola, închide într-o cabină și să nu-l înregistrez pe melodiile de care aveam nevoie. Ceilalți, în special Mick și Keith, îmi spuneau adesea : ,,Spune-i să se descurce să plece de aici,,.
Jones a cântat la sitar și tanpura ( Street Fighting Man), la chitară (No Expectations), armonică (Parachute Woman, Dear Doctor), chiar și mellotron ( Jig-Saw Puzzle, Stray Cat Blues). Jones este adesea creditat din greșeală în cântecul Jig-Saw Puzzle, mulți crezând că una dintre chitare este interpretată de el. De fapt, Keith Richards le interpretează pe ambele. Piesa Street Fighting Man a fost înregistrată pe o casetă de la Philips de la Olympic Sound Studios din Londra, unde Richards a jucat la o chitară acustică Gibson Hummingbird, iar Charlie Watts a jucat pe un set de turele antice și portabile. Richards și Mick Jagger au fost greșit creditați, drept scriitori piesei Prodigal Son. Potrivit lui Keith Richards, numele Beggars Banquet vine de la o pisica numită Christopher Gibbs.
Pe 7 iunie 1968 s-a susținut ședința foto pentru coperta albumului, la care a participat Michael Joseph, în Hampstead, Londra. Imagini de atunci au fost prezentate în cadrul Galeriei Blink în Londra, în perioada toamnei din 2008. Coperta originală a albumului, un zid din baie acoperit cu graffiti a fost respins de compania de înregistrări a trupei și disputa lor a făcut ca albumul să se lanseze cu 4 luni mai târziu. 
În 11-12 decembrie 1968, trupa a filmat pentru the Rolling Stones Rock and Roll Circus alături de John Lennon, Eric Clapton, The Who, Jethro Tull și Marianne Faithfull, invitați speciali. Unul dintre proiectele principale a fost cel de a promova Beggars Banquet, dar filmul a fost abandonat până în 1996, când managerul lor, Allen Klein, a acceptat lansarea oficială.

## Lista pieselor
Toate cântecele sunt scrise de Mick Jagger și Keith Richards, cu excepția piesei „Prodigal Son” („Fiul risipitor”), scris de Robert Wilkins.
| Partea întâi |                          |         |  |
| Nr.          | Titlu                    | Lungime |  |
| 1.           | „Sympathy for the Devil” | 6:18    |  |
| 2.           | „No Expectations”        | 3:56    |  |
| 3.           | „Dear Doctor”            | 3:28    |  |
| 4.           | „Parachute Woman”        | 2:20    |  |
| 5.           | „Jigsaw Puzzle”          | 6:06    |  |

| Partea a doua |                       |         |  |
| Nr.           | Titlu                 | Lungime |  |
| 6.            | „Street Fighting Man” | 3:16    |  |
| 7.            | „Prodigal Son”        | 2:51    |  |
| 8.            | „Stray Cat Blues”     | 4:38    |  |
| 9.            | „Factory Girl”        | 2:09    |  |
| 10.           | „Salt of the Earth”   | 4:48    |  |

## Legături externe
- Beggars Banquet la Discogs (lista lansărilor)